# Belisario Domínguez, Papantla
Belisario Domínguez är en ort i Mexiko.   Den ligger i kommunen Papantla och delstaten Veracruz, i den sydöstra delen av landet, 210 km öster om huvudstaden Mexico City. Belisario Domínguez ligger 104 meter över havet och antalet invånare är 731.
Terrängen runt Belisario Domínguez är platt åt nordost, men åt sydväst är den kuperad. Terrängen runt Belisario Domínguez sluttar norrut. Runt Belisario Domínguez är det ganska tätbefolkat, med 104 invånare per kvadratkilometer. Närmaste större samhälle är San José Acateno, 13,3 km sydost om Belisario Domínguez. Omgivningarna runt Belisario Domínguez är en mosaik av jordbruksmark och naturlig växtlighet.